# Cantón de Sospel
El cantón de Sospel era una división administrativa francesa que estaba situada en el departamento de Alpes Marítimos y la región de Provenza-Alpes-Costa Azul.

## Composición
El cantón estaba formado por tres comunas:
- Castillon
- Moulinet
- Sospel

## Supresión del cantón de Sospel
En aplicación del Decreto n.º 2014-227 de 24 de febrero de 2014, el cantón de Sospel fue suprimido el 22 de marzo de 2015 y sus 3 comunas pasaron a formar parte, dos del nuevo cantón de Contes y una del nuevo cantón de Menton.